# IS Idrottens Vänner
IS Idrottens Vänner war ein schwedischer Fußballverein aus Göteborg. 
Der in den 1880er Jahren gegründete Verein ist vor allem dafür bekannt, dass er im ersten Endspiel um die Svenska Mästerskapet am 8. August 1896 in Helsingborg stand. Das Spiel endete jedoch mit einer 0:3-Niederlage gegen Örgryte IS. In den folgenden Jahren spielte die Mannschaft in der Göteborgsserien, der regionalen Meisterschaft Göteborgs. Nach dem Abstieg aus der ersten Liga 1904 folgte ein Jahr später der Abstieg aus der zweithöchsten Spielklasse der regionalen Liga. Damit verabschiedete sich der Verein auch aus dem höherklassigen Fußball.